# Universität Žilina

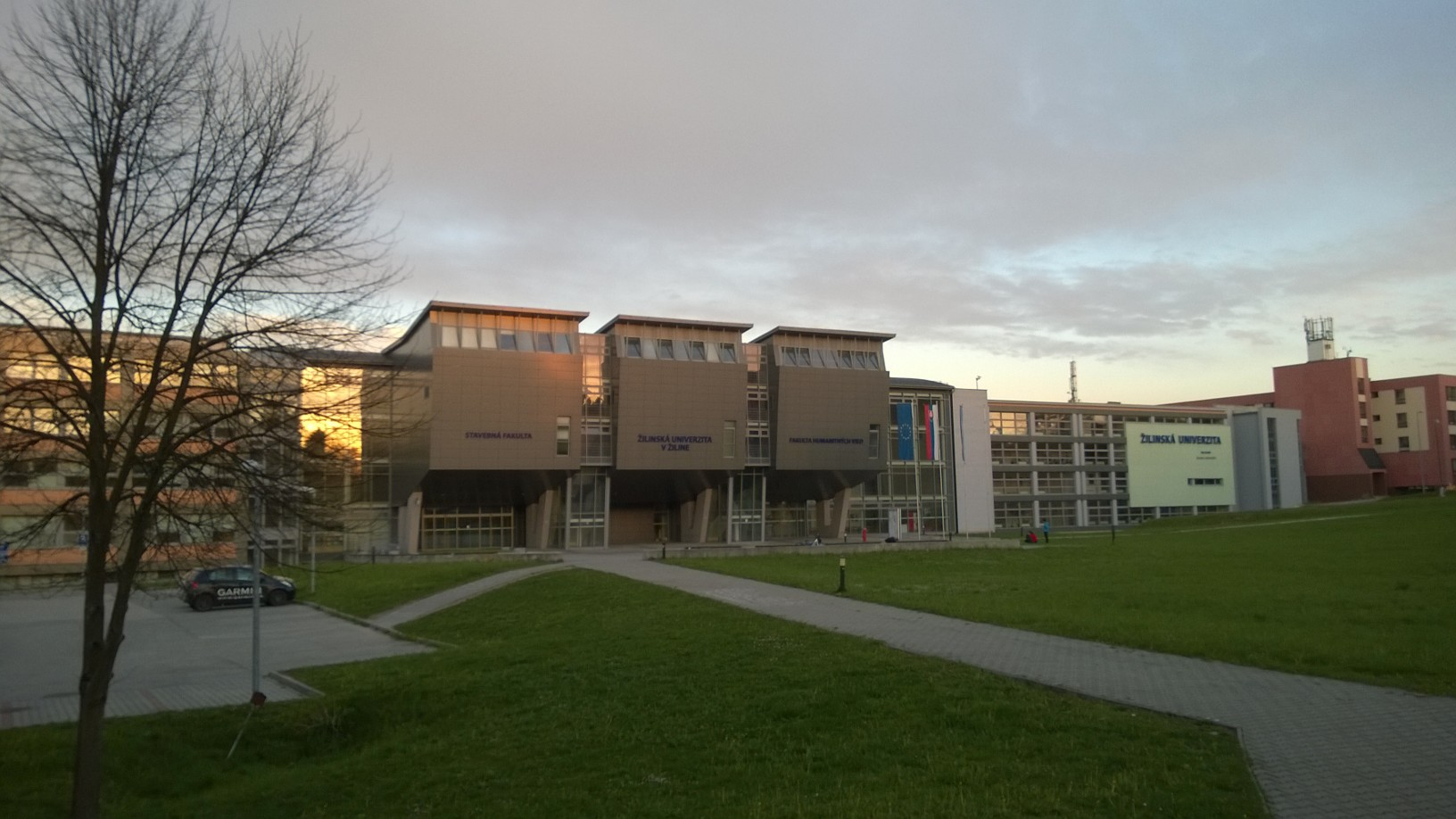
Rektorat

Die Žilinaer Universität in Žilina, slowakisch Žilinská univerzita v Žiline (kurz UNIZA), ist eine öffentliche Universität in der slowakischen Stadt Žilina mit rund 8.800 Studenten und 1.500 Angestellten (2017).
Die Žilinaer Universität in Žilina wurde am 1. Oktober 1953 als Hochschule für Eisenbahnwesen von der Tschechischen Technischen Universität Prag abgeteilt. 1959 wurde diese in die Hochschule für Verkehrswesen umbenannt und am 6. September 1960 von Prag nach Žilina verlegt. Die Hochschule nannte sich später zeitweise Universität für Verkehrs- und Nachrichtenwesen. Ihren heutigen Namen erhielt sie 1996 im Zuge der Schaffung mehrerer neuer Universitäten in der Slowakei durch die damalige Regierung.

## Fakultäten
Die Žilinaer Universität in Žilina gliedert sich in 7 Fakultäten:
- Fakultät für Bauingenieurwesen
- Fakultät für Elektrotechnik
- Fakultät für Management und Informatik
- Fakultät für Maschinenbau
- Fakultät für Geisteswissenschaften
- Fakultät für Betrieb und Ökonomie von Verkehrs- und Nachrichtenwesen
- Fakultät für Sicherheitstechnik